# Cardiff
Cardiff (i/ˈkɑrdɪf/, en gal·lès Caerdydd) és la capital i la ciutat més important de Gal·les, i la desena ciutat més gran del Regne Unit. Es troba a la badia de Bristol, al sud-est de Gal·les i prop de la frontera amb Anglaterra. La ciutat és el principal centre comercial del país, a més de ser la base de la major part d'institucions polítiques, culturals i esportives de Gal·les, de la BBC gal·lesa i de l'Assemblea Nacional de Gal·les. Cardiff és un dels atractius turístics més grans del país, amb 18,3 milions de visitants el 2010.
Cardiff és la capital de l'històric comtat de Glamorgan (posteriorment South Glamorgan), i és part de la xarxa eurocities. L'àrea urbana de Cardiff s'allarga més enllà dels seus límits municipals, i també agafa les poblacions de Dinas Powys i Penarth. Tot i que fins al segle xix va ser una ciutat molt petita, el creixement del seu port, majoritàriament destinat al transport del carbó, i l'arribada de gran quantitat d'indústries, van fer créixer enormement la ciutat.
Al cens de l'any 2011 la població de Cardiff era de 346.100 habitants, mentre que la l'àrea urbana en tenia 861.400 el 2009.

## Etimologia
Els experts consideren que el nom de Cardiff i el seu equivalent gal·lès Caerdydd deriven de paraules post-romanes britones que signifiquen «fortalesa al Taff» (cf. Caer). Dydd o Diff són les dues modificacions del «riu Taff», riu sobre el qual s'alça el Castell de Cardiff, (amb la mutació de la lletra «T» per la «D» en gal·lès). D'acord amb una de les principals autoritats modernes en toponímia, la pronunciació gal·lesa de Caerdyff com Caerdydd és una mostra de la permutació col·loquial gal·lesa «-f» i «-dd «.
En el passat, antiquaris com William Camden, van suggerir que el nom de Cardiff podria derivar del nom Caure-Didi («el Fort de Didius») en honor d'Aule Didi Gal, el governador d'una província propera a l'època en què els romans van establir un fort a la localitat. Tot i que alguns llocs web moderns repeteixen aquesta teoria com un fet, la mateixa és refutada per estudiosos moderns de llengua, com el professor Pierce Gwynedd de la Universitat de Cardiff, que la va desestimar de forma contundent.

## Història

### Orígens
Fins a la conquesta romana de la Gran Bretanya, Cardiff formava part del territori dels Silurs, un grup de tribus celtes de l'edat del Ferro, el territori de les quals incloïa les àrees de Breconshire, Monmouthshire i Glamorgan. La fortificacio romana de Cardiff va ser establerta pels Romans a les rives del riu Taff el 75 ANE, sobre un assentament Silur.
La fortificació es convertí en una de la sèrie d'assentaments militars associades a l'Isca Augusta, que actuaven com a fronteres. El fort va ser abandonat a principis del segle ii, després d'establir-s'hi un assentament civil. Contemporàniament a les fortaleses saxones dels segles iii i iv, es va establir a Cardiff una fortalesa de pedra, per tal de protegir la ciutat dels raids, molt habituals en el moment. Monedes del regnat de Flavi Gracià ens indiquen que Cardiff va ser habitada, almenys, fins al segle iv, mentre que les últimes legions romanes van abandonar les illes amb el regnat de Magne Màxim.
No se sap gairebé res sobre els assentaments de població que hi hagué a la zona entre el període que va des de la caiguda de l'Imperi Romà fins a la Conquesta dels normands. Es creu que l'assentament possiblement va reduir-se molt, o que fins i tot va poder desaparèixer. En absència del dret romà, Gal·les va ser dividida en petits regnes, entre els quals cal destacar el de Meurig ap Tewdrig. El territori va estar en mans de la seva família fins a l'arribada dels normands.

### De l'ocupació dels normands fins a l'edat mitjana

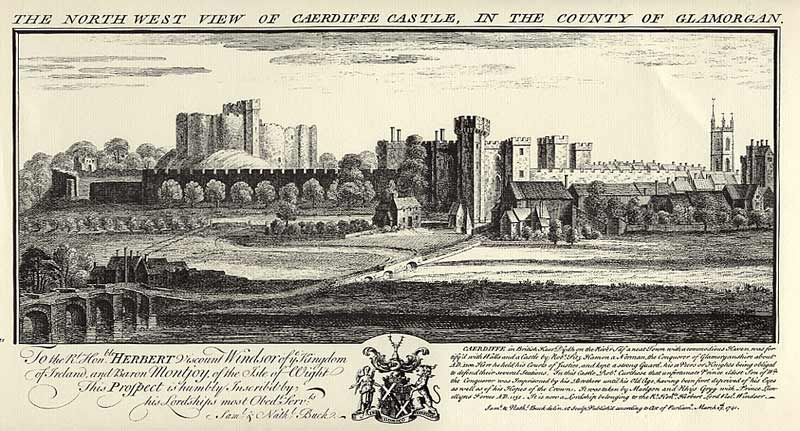
Vista del Castell de Cardiff

El 1081 Guillem I, d'Anglaterra, va començar a treballar en la construcció del castell que hi havia dins les muralles romanes. Des de llavors, el castell de Cardiff ha estat al centre de la ciutat. El castell, ha estat substancialment alterat i ampliat al llarg dels anys, sobretot durant l'època victoriana, quan va ser adquirit pels marquesos de Bute. Malgrat tot, encara es poden distingir alguns vestigis de les construccions romanes.
Sota l'ombra del castell, va començar a créixer un petit nucli de població, bàsicament habitat per gent vinguda d'Anglaterra. Cardiff tenia una població d'entre 1500 i 2000 persones a l'edat mitjana. A finals del segle xiii, Cardiff era l'unica ciutat de Gal·les amb una població superior als 2000 habitants.
A principis del segle xii, una primera muralla de fusta va ser erigida al voltant de la ciutat, per tal de protegir-la. Per altra banda, cal destacar que el seu port va començar a prendre una gran importància, essent declarat Staple port el 1327.
El 1404 Owain Glyndŵr, l'últim príncep eminentment Gal·lès, va cremar Cardiff i en va prendre el seu castell. Com que la ciutat estava composta per edificis majoritàriament de fusta, va cremar molt ràpid, però aviat seria reconstruïda i tornaria a florir.

### Capital del comtat de Glamorgan

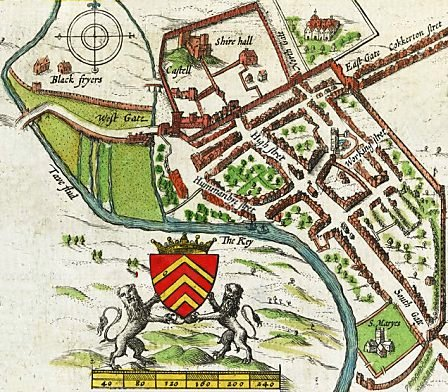
Mapa de Cardiff del 1610

El 1536, els pactes establerts entre Anglaterra i Gal·les, van permetre la creació del comtat de Glamorgan, i Cardiff va ser convertida en ciutat comtal. Al mateix temps, la família Herbert esdevingué la família més poderosa de la zona. El 1538, Enric VIII d'Anglaterra va establir les ordes dels Predicadors i Franciscans a Cardiff. Un escriptor de l'època va descriure Cardiff com: «The River Taff runs under the walls of his honours castle and from the north part of the town to the south part where there is a fair quay and a safe harbour for shipping.»
Cardiff esdevingué municipi lliure el 1542, i el 1581, Elizabet I atorgà a Cardiff una primera carta reial i la ciutat rebria una segona carta reial el 1608. El 1602, L'historiador de Pembrokeshire George Owen va descriure Cardiff com «the fayrest towne in Wales yett not the welthiest.», Però unes inundacions desastroses van canviar el curs del riu Taff, i van provocar la ruïna de l'església de Santa Maria, que va ser reemplaçada per la de Sant Joan Baptista.
El 1766, John Stuart, Primer Marquès de Bute es casà amb una membre de la familia Herbert, i establí la baronia de Cardiff, i el 1778 començà a fer grans remodelacions al castell.
En la dècada de 1790, s'obriren a Cardiff un circuit, una impremta, un banc i una cafeteria, i s'obrí una línia directa fins a Londres. Malgrat aquests avenços, la posició de Cardiff dins la jerarquia urbana de Gal·les havia decaigut en el segle xviii. L'any 1800, a Cardiff tan sols hi vivien 1870 persones, essent la 25a ciutat de Gal·les, darrere de Merthyr Tudful i Swansea.

### La construcció dels molls
El 1793, va néixer el 2n Marquès de Bute, que passaria tota la seva vida construint els molls del port de Cardiff, i seria anomenat «El creador de la Cardiff moderna». El 1815, s'establí un vaixell regular que viatjava dos cops per setmana des de Cardiff fins a Bristol.
La ciutat començà a créixer ràpidament a partir dels 1830, quan els molls enllaçaren amb les línies de tren que venien de les explotacions mineres. Cardiff es convertí en el principal port exportador de carbó de les valls, i va créixer a una mitjana d'un 80% cada dècada des del 1840 fins al 1870. La majoria del creixement provocà uns grans moviments migratoris (el 1841, una quarta part de la població de Cardiff era nascuda a Anglaterra, i més d'un 10% havia nascut a Irlanda. En el cens del 1881, Cardiff havia superat Merthyr i Swansea, i s'havia convertit en la ciutat més gran de Gal·les. El 1893, s'hi obriria la Universitat de Gal·les.
Cardiff va encarar molts reptes a la dècada del 1880, quan l'industrial David Davies i la Companyia Ferroviària de Barry, van promoure la construcció d'un altre port en aquesta població. Els molls de Barry tenien l'avantatge de ser més accessibles, i es va creure que acabarien superant els de Cardiff. Des del 1901, les exportacions del port de Barry van superar les de Cardiff, però la gestió del carbó i el lloc on s'establia el preu d'aquest, continuaven centrats a Cardiff. La ciutat, a més, va enfortir el seu teixit industrial, amb la construcció d'una planta d'acer a prop del port.

### Cardiff, capital de Gal·les

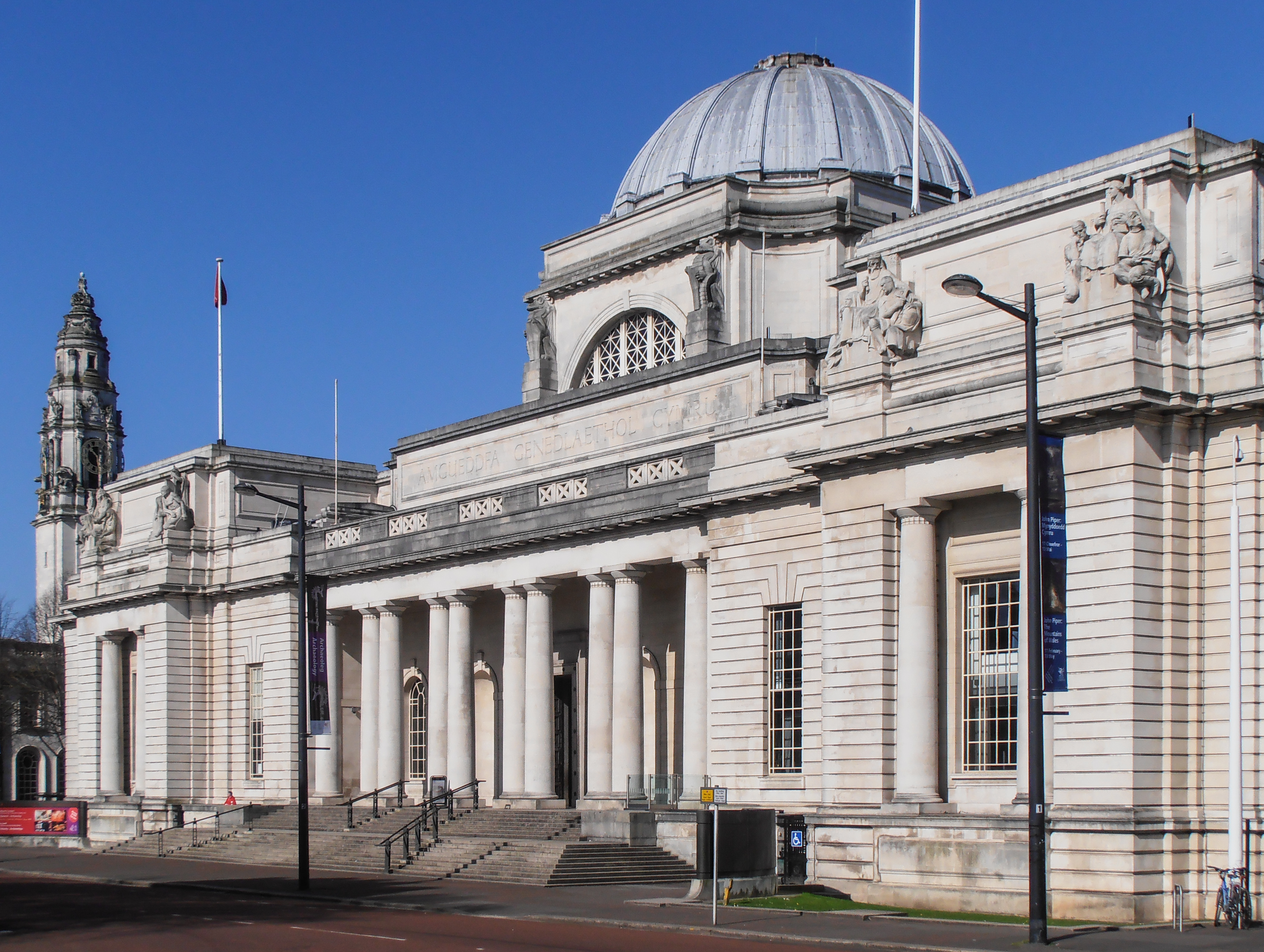
Museu Nacional de Gal·les

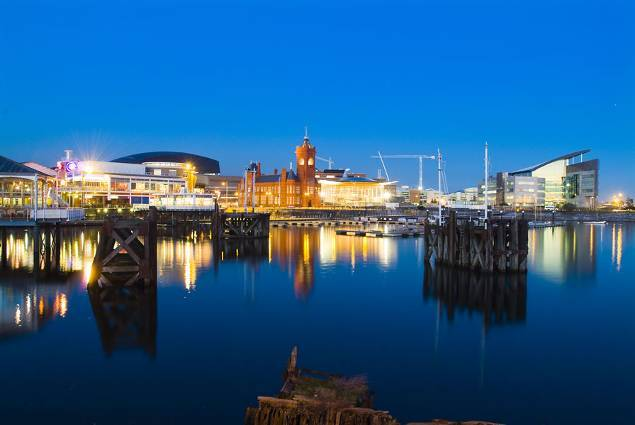
Remodelació de la Badia de Cardiff.

Eduard VII concedí el títol de ciutat a Cardiff 28 d'octubre de 1905, i el 1916, s'hi va construir una Catedral. En els anys següents, es van establir a Cardiff un gran nombre d'institucions, com el Museu Nacional de Gal·les, el Memorial Nacional Gal·lès de la Guerra i la Universitat de Gal·les.
Però en el període d'entreguerres, els molls de Cardiff van entrar en un declivi molt prolongat, ja que per exemple, el 1936, el seu tràfic era menys de la meitat del que hi havia hagut el 1913. Els bombardejos que hi hagué durant la Segona Guerra Mundial, comportaren la destrucció de la Catedral de Llandaff, i en els anys de postguerra, el final de la família Bute com a propietària dels centres econòmics de la ciutat.
La ciutat fou proclamada capital de Gal·les el 20 de desembre de 1955. Malgrat que la ciutat va celebrar els Jocs de la Commonwealth del 1958, Cardiff va adquirir més importància política amb l'establiment de l'Oficina Gal·lesa el 1964, que comportà la creació posterior de diverses institucions polítiques.
La crisi de la indústria i la mineria dels 80 va portar Cardiff a perdre població, però durant els 90, va ser una de les ciutats del Regne Unit que va créixer més després de Londres. Durant aquest període, la Badia de Cardiff va iniciar una remodelació, que culminaria a la primera dècada del nou mil·lenni.
El 1997, un referèndum va rebutjar l'establiment de més independència per a l'Assemblea Nacional de Gal·les.

## Govern
Des de la reorganització del govern local el 1996, Cardiff ha estat governada pel City and County Council of Cardiff, que es troba en el County Hall d'Atlantic Wharf, Cardiff Bay. Les eleccions són cada quatre anys i els votants trien 75 regidors.

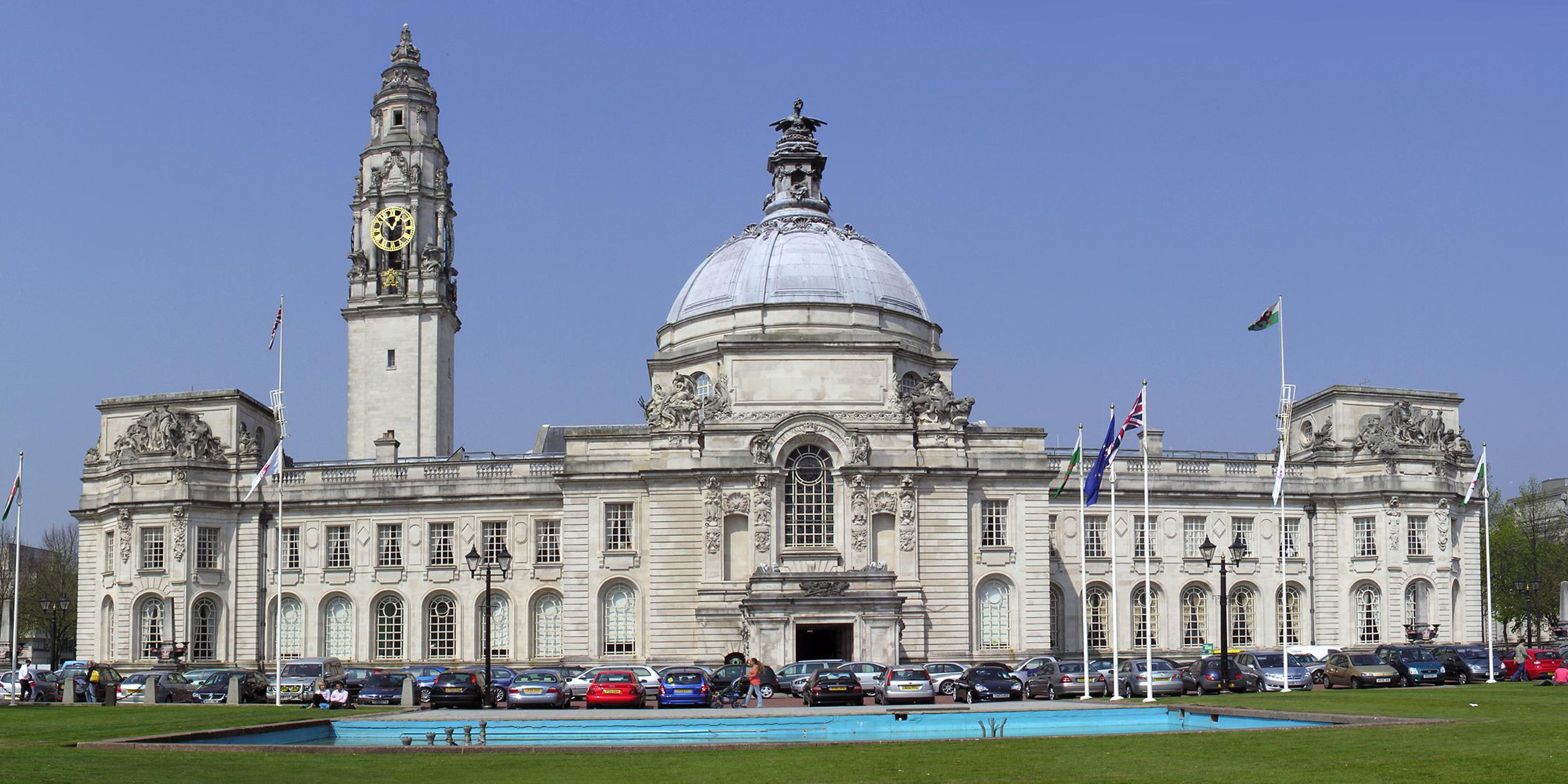
City Hall de Cardiff.

Des de les eleccions locals de 2004, cap partit polític individual ha aconseguit la majoria absoluta de l'Ajuntament. Els Liberals Demòcrates tenen 35 regidors, els Conservadors tenen 17, els Laboristes tenen 13, el Plaid Cymru té 7 i els independentistes tres.
L'alcalde actual de la ciutat és el liberal demòcrata Cllr. Rodney Berman i el seu partit va haver de formar coalició amb el Plaid Cymru per aconseguir l'alcaldia.

### Assemblea Nacional de Gal·les
L'Assemblea Nacional de Gal·les es reuneix a la badia de Cardiff des que es va crear el 1999. L'edifici és conegut com el Senedd (del gal·lès, parlament o senat legislatiu) i va ser obert l'1 de març de 2006 per la Reina Isabel II. L'executiu i els servents civils del Govern de l'Assemblea de Gal·les es troben a Cathays Park mentre que l'equip de suport dels Membres de l'Assemblea, el Servei Parlamentari de l'Assemblea i el Ministerial estan a la badia de Cardiff. Els ciutadans trien cada quatre Membres de l'Assemblea del districte electoral (AMs) per a l'Assemblea Nacional, sent els districtes electorals individuals per a l'Assemblea els mateixos que pel Parlament britànic. Tots els residents de Cardiff tenen un vot extra per a la regió electoral del South Wales Central.

## Economia
Com a capital de Gal·les, Cardiff és el principal motor de l'economia del país i que representa un 20% del PIB gal·lès, a més un 40% dels treballadors de la ciutat arriben diàriament de les àrees circumdants del sud de Gal·les.

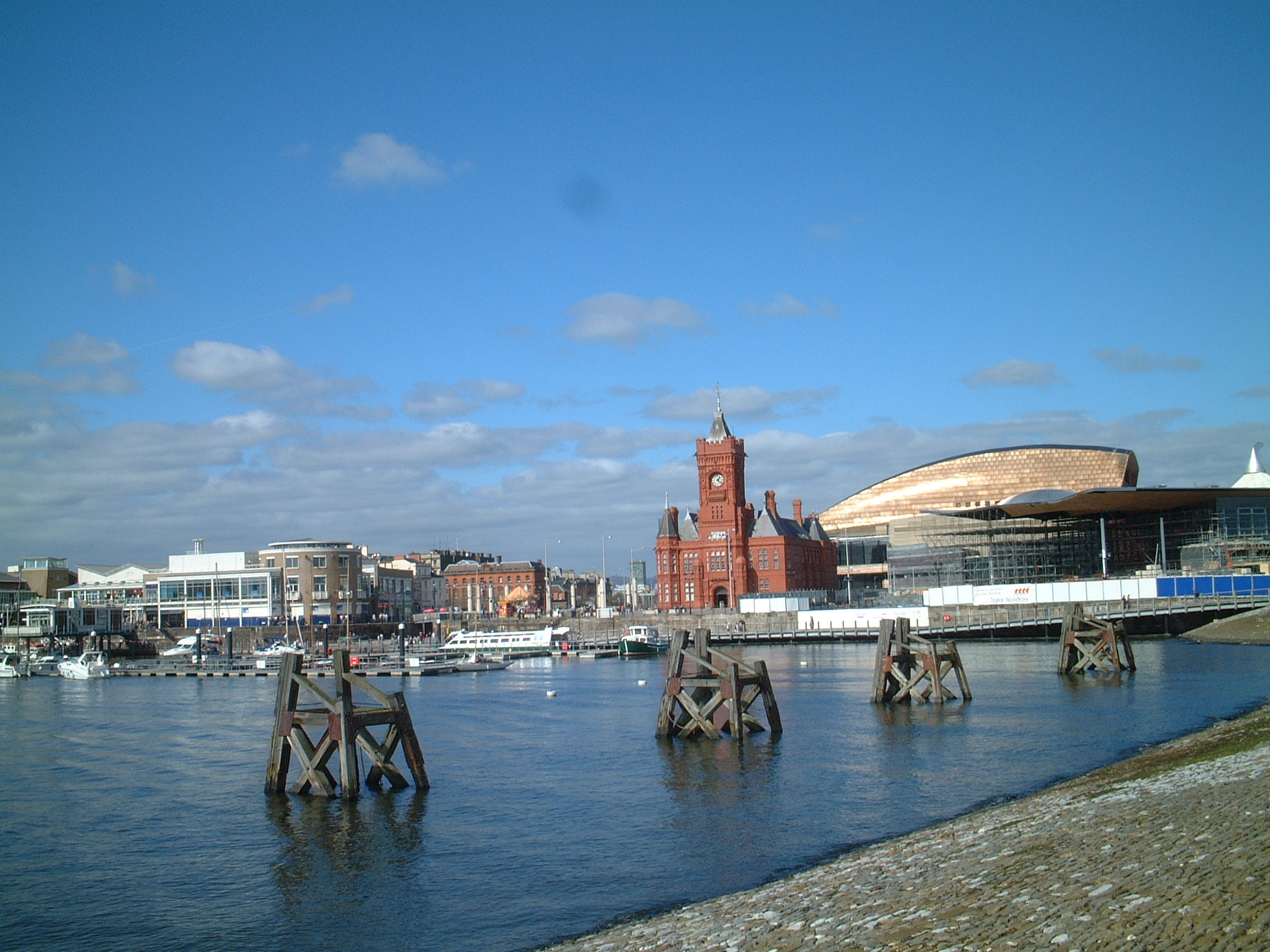
Badia de Cardiff, símbol del creixement econòmic de la ciutat.

Durant segles la indústria ha jugat el rol més important en el creixement de la ciutat. El principal catalitzador per a la transformació d'un petit poble a una gran ciutat va ser la demanda de carbó per a la fabricació de ferro i més tard acer, portat al mar per cavalls de tir des de Merthyr Tydfil. Per a aquesta tasca es va construir un llarg canal de 40 quilòmetres des de Merthyr (a 510 peus del nivell del mar) fins a l'estuari del Taff a Cardiff. Finalment el ferrocarril de Taff Val va reemplaçar a les barcasses del canal i van aparèixer grans centres de classificació com el nou port que es va desenvolupar a Cardiff (provocat per l'enorme demanda de carbó des de les valls del sud de Gal·les).

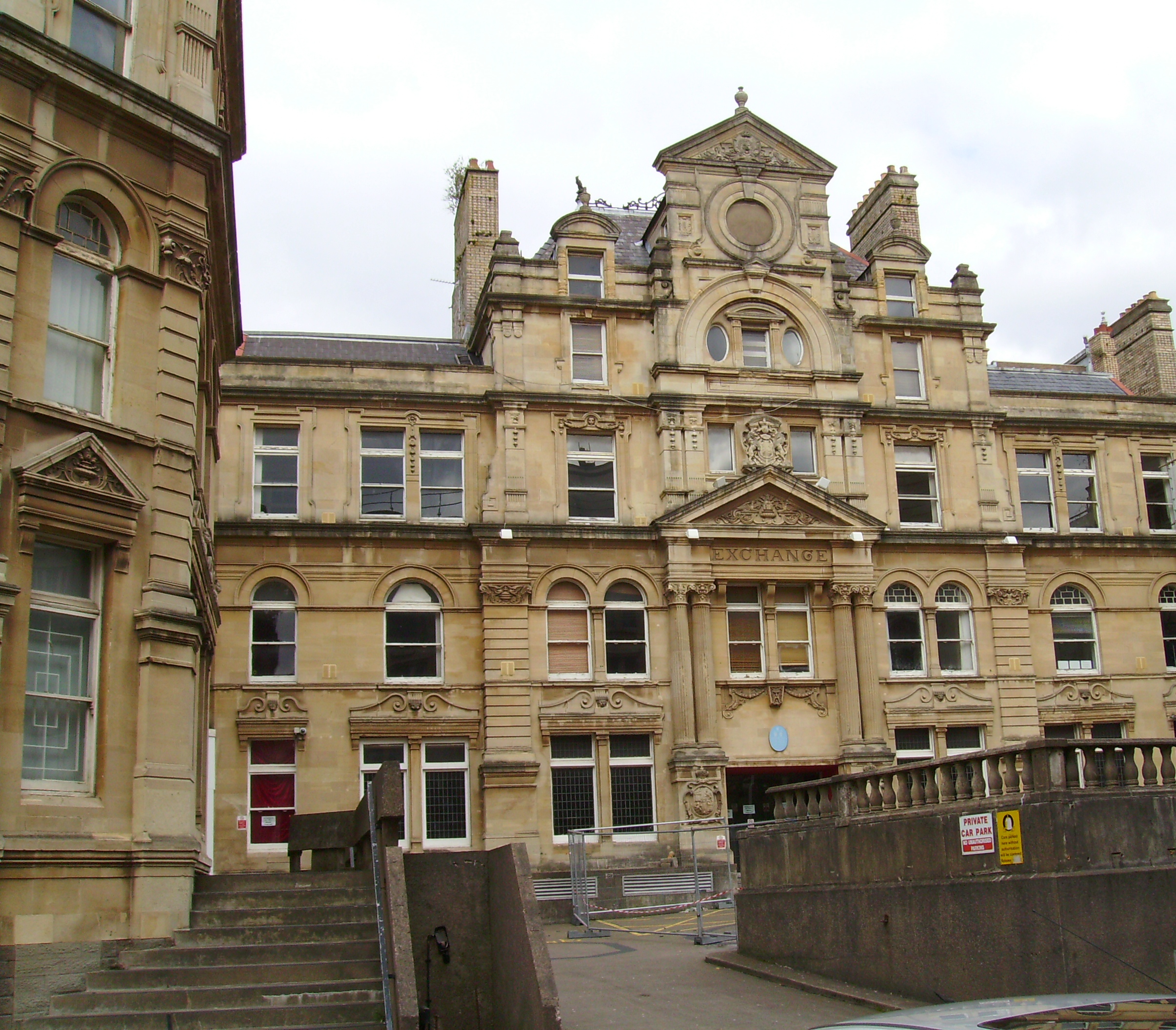
Coal Exchange de Cardiff.

En aquest punt, el port, conegut com a Tiger Bay, es va convertir en el més ocupat i per algun temps en el port de carbó més important del món. En els anys previs a la Primera Guerra Mundial, més de 10 milions de tones de carbó van ser exportades anualment des de Cardiff. El 1907 el Coal Exchange de Cardiff (el mercat on s'intercanviava el carbó) va ser el primer lloc on es va tancar un acord per un valor d'un milió de lliures esterlines. Després d'un període de declivi, el port va començar a recuperar la tendència del creixement novament. Al voltant de 3 milions de tones de diferents càrregues hi van passar el 2007.
Avui dia, Cardiff és el principal centre financer i empresarial de Gal·les, amb una forta representació de serveis financers i de negocis en l'economia local. Aquest sector, combinat amb l'administració pública, l'educació i el sector de la salut representa el 75% del creixement de l'economia de l'urbs des de 1991. Companyies com Legal & General, Admiral Insurance, HBOS, Zurich Financial Services, ING Direct, The AA, Principality Building Society, 118118, British Gas, Brains, SWALEC Energy i BT, tenen totes oficines a Cardiff. Altres grans companyies són NHS Wales i l'Assemblea Nacional de Gal·les. L'1 de març de 2004, va rebre l'estatus de ciutat justa.

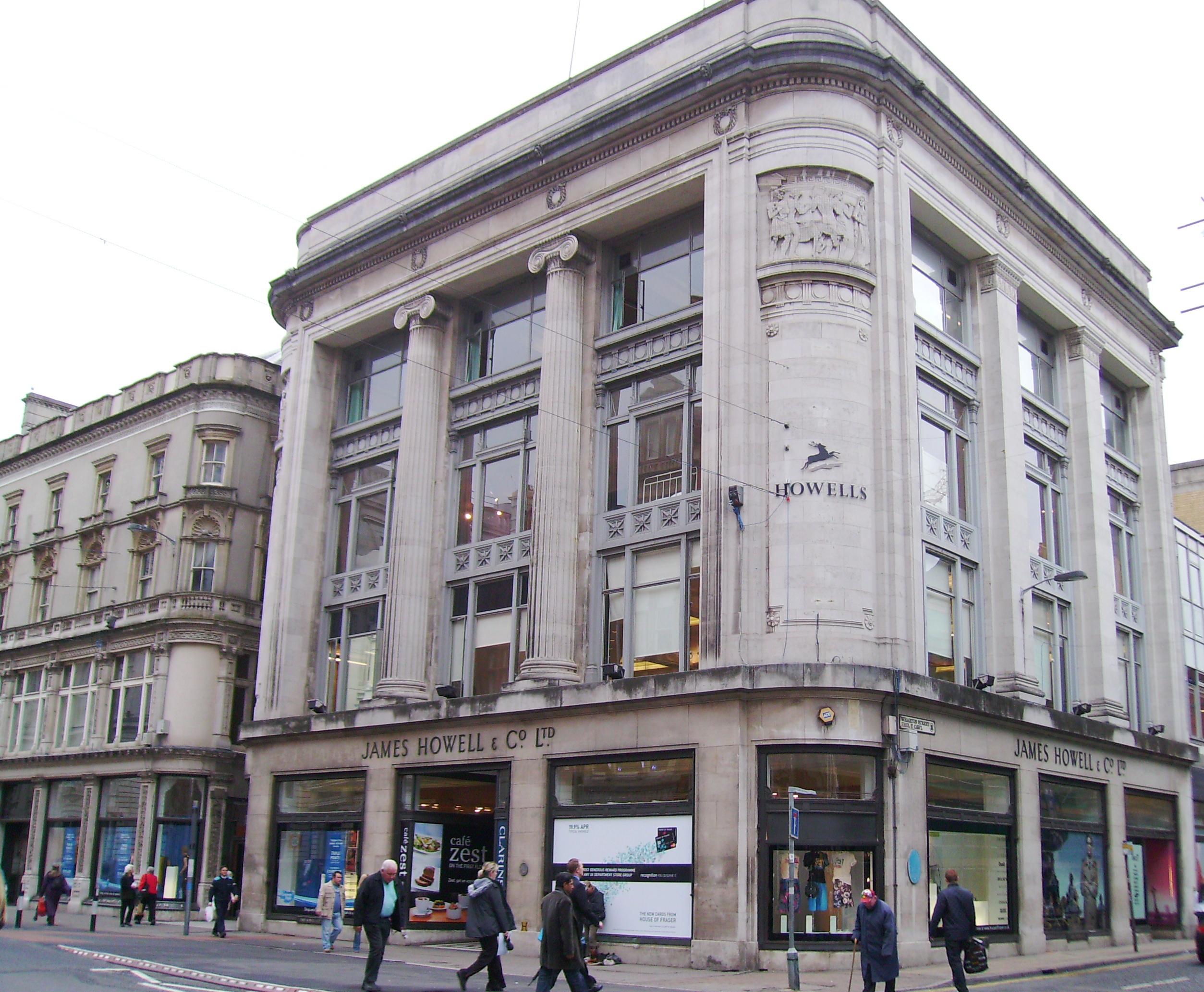
Grans magatzems Howells, a St. Mary's Street.

És una de les destinacions turístiques més populars del Regne Unit, amb al voltant de 12 milions de visitants el 2006. Això es reflecteix en el fet que un de cada cinc empleats es dedica al comerç de detall o a l'hostaleria. Hi ha un gran nombre d'hotels, proporcionant gairebé 9.000 llits.
La majoria de les botigues i zones de compres es troben en el centre històric, entre Queen Street i St. Mary's Street, amb centres comercials localitzats a la badia de Cardiff, Culverhouse Cross, Newport Road i Pontprennau, juntament amb els mercats del centre de la ciutat, Splott i Leckwith. Es va llançar un programa de regeneració del St. David's Centre taxat en 675 milions de lliures, i quan es finalitzi el 2009 podrà comptar amb una superfície de 130.000 m², un dels més grans de tot el Regne Unit.
Cardiff és la seu, al seu torn, de la indústria dels mitjans de comunicació com la BBC de Gal·les, S4C i ITV de Gal·les, totes amb estudis a la ciutat. En particular, hi ha un gran sector de televisió independent amb al voltant de 600 companyies, hi treballen uns sis mil treballadors i amb unes facturacions benvolgudes de 350 milions de lliures.
La ciutat es troba immersa en diversos projectes de regeneració tals com l'esmentada extensió de St. David's Centre i les àrees circumdants del centre de la ciutat, així com la creació de l'International Sports Village (la Vila Olímpica) de Cardiff Bay que formarà part dels Jocs Olímpics de Londres 2012. Conté l'única piscina de mesures olímpiques de Gal·les i la Piscina Internacional de Cardiff que va obrir el 12 de gener de 2008.

## Edificis i llocs d'interès
A Cardiff hi ha diversos edificis i construccions notables que ressalten la història del passat tradicional amb la modernitat del present i els edificis del futur. Entre aquests últims cal destacar el Millennium Stadium, l'Edifici Pierhead de maó vermell, el Centre del Mil·lenni de Gal·les i l'Assemblea Nacional de Gal·les. No obstant això, compta amb nombrosos edificis de gran valor històric com el Castell de Cardiff i la Catedral de Llandaff. El centre de la ciutat vella ha estat i és el cor de la localitat, on existeixen encara set galeries comercials de l'època victoriana. En contrast, la Badia de Cardiff és el lloc escollit per Bay Pointe, un complex en construcció de deu moderns apartaments, que presumeix d'estar en ell aixecant l'edifici més alt de tota Gal·les.

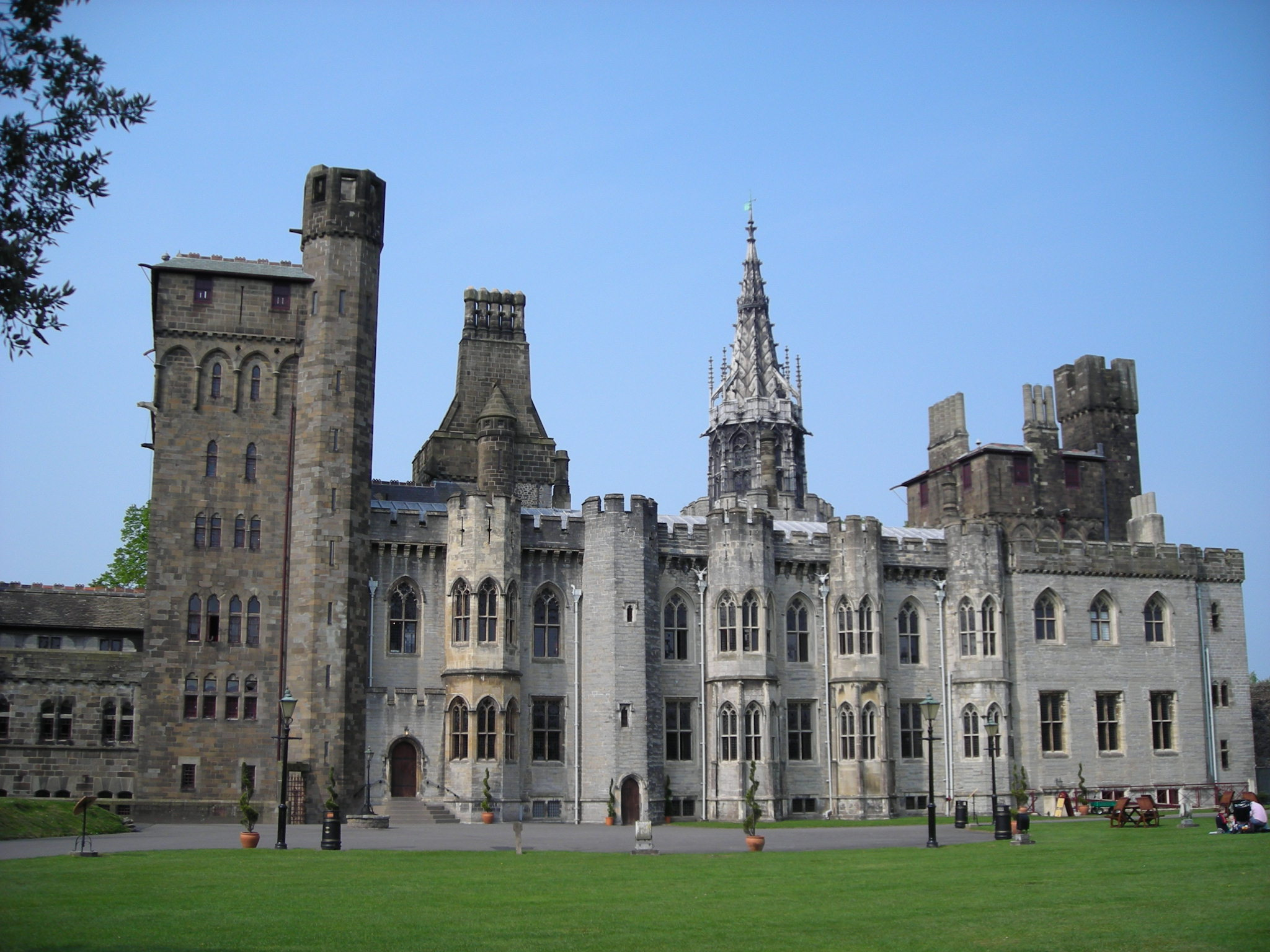
El Castell de Cardiff.

El Castell de Cardiff és la major atracció turística de la ciutat i està situat en el cor de la metròpoli, a prop de la zona comercial de Queen Street i St. Mary's Street. Va ser construït el 1091 i reformat durant l'època victoriana pel tercer marquès de Bute, qui mitjançant l'arquitecte William Burges va incorporar les torres d'estil neogòtic. Per la seva banda, la Catedral de Llandaff està situada en el centre de la ciutat, en els voltants del Castell i de la Central Station. Edificada al segle xiii, encara que fundada per Sant Teil al segle vi, ha sofert diverses reformes.. La més recent es va fer després de la Segona Guerra Mundial, quan la nau central va ser notablement danyada. El Museu Nacional d'Història a St. Fagans és un gran museu a l'aire lliure que repassa la història i la cultura del poble gal·lès. El Castell St. Fagans, on s'allotja el museu, va ser remodelat per convertir-lo en una mansió d'estil trigo-victorià.

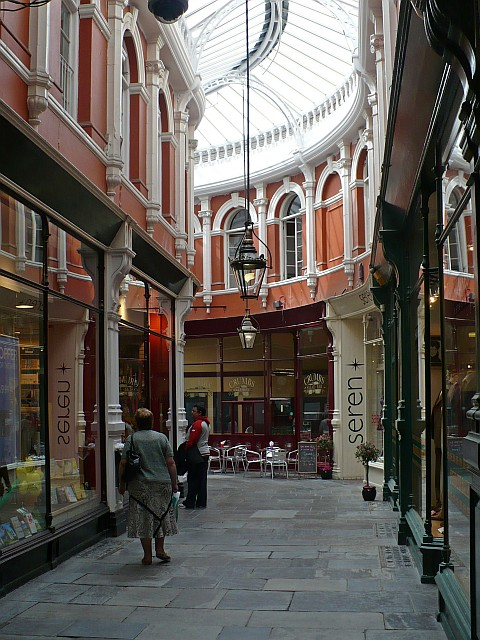
Una de les galeries victorianes del centre de Cardiff.

El Civic Centre de Cathays Park comprèn una col·lecció d'edificis públics eduardians (estil generalment menys recarregat que l'arquitectura victoriana) edificats en el centre de la ciutat, al començament del segle xx, on destaquen l'Ajuntament i el Museu de Belles arts, amb la col·lecció impressionista més important del món després de París. Aquests edificis van ser construïts arran de la prosperitat que va viure la zona, amb motiu de les grans exportacions de carbó. Entre ells cal assenyalar l'esmentat Ajuntament de Cardiff, el Museu i Galeria Nacional de Cardiff, la Cort de la Corona de Gal·les i els edificis que formen part de la Universitat de Cardiff. Aquests edificis envoltats d'un petit espai verd contenen el Welsh National War Memorial, monument en record de les víctimes de la Primera i Segona Guerra Mundial, i altres petits memorials.
Unes altres de les atraccions turístiques més importants són els regenerats llocs de la Badia de Cardiff, en els quals es poden trobar des de típiques edificacions portuàries del segle xix fins a construccions modernes i avantguardistes. Entre els quals destaquen el recentment inaugurat Wales Millennium Centre; el Senedd (paraula gal·lesa pel Senat); la Barrera de la Badia de Cardiff, on es va crear un llac i un passeig marítim de 12 km amb tota mena de restaurants, comerços, parcs i zones d'oci; i el Coal Exchange, l'antic mercat on s'intercanviava el carbó. També cal destacar el Teatre Nou fundat el 1906 i reformat completament durant els anys 1980. Fins a la construcció del Centre del Mil·lenni de Gal·les el 2004, aquest teatre va ser el primer local de Gal·les per a les companyies de dansa i teatre. Altres emplaçaments on solen celebrar-se espectacles, tals com a concerts, són el Cardiff International Arena, St.David's Hall i el Millennium Stadium.
Cardiff té rutes per la ciutat d'especial interès per als turistes i els excursionistes, tals com el Passeig Centenari, que recorre 3,7 quilòmetres del centre de la ciutat i passa per la majoria de les zones i edificis més emblemàtics i característics.

### Castells

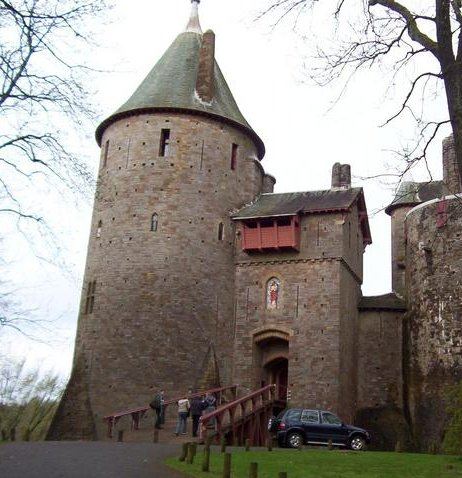
Vista exterior del Castell Coch.

Situada en la part més estreta de la plana costanera del sud de Gal·les, Cardiff va tenir una importància estratègica crucial en la guerra entre els normands (els qui havien ocupat les terres baixes de Gal·les) i els gal·lesos que mantenien el control de les terres altes del país. Com a resultat d'això, Cardiff presumeix de tenir la major concentració de castells del món.
El segon castell en importància, després del mateix Castell de Cardiff, és el Castell Coch (paraula gal·lesa de «Castell Vermell»). És una edificació elaboradament decorada sota l'estil victorià pel tercer marquès de Bute, en el segle xix, mitjançant l'arquitecte William Burges (tots dos van ser els mateixos que van reformar el Castell de Cardiff). Està situat en el bosc de Tongwynlais, als afores de la ciutat i es va aixecar en el mateix lloc on es trobaven les ruïnes d'un fort del segle xiii. L'exterior del castell ha estat objecte de nombrosos enregistraments per a pel·lícules i produccions televisives.
Malgrat comptar amb aquestes dues fortaleses òptimament conservades, Cardiff manté les restes del Castell Twmpath, el Bishop's Palace i el Castell St. Fagans, mentre que el lloc de Treoda (o Whitchurch Castle) ha estat reconstruït.

## Educació
A Cardiff es troben quatre grans institucions d'educació universitària: la Cardiff University, fundada per la Royal Charter el 1883 com University College of South Wales and Monmouthshire, és membre del Grup Russell d'universitats capdavanteres en recerca; la University of Wales Institute, Cardiff (UWIC) va aconseguir l'estatus d'universitat el 1997; el Royal Welsh College of Music & Drama és un conservatori establert el 1949 que es troba al costat del Castell de Cardiff. Per la seva banda, la University of Glamorgan té un campus a Cardiff, l'Atrium, que és la llar del Cardiff School of Creative & Cultural Industries. El nombre total d'estudiants que cursen estudis universitaris o superiors a la ciutat aconsegueix les 30.000 persones. La ciutat també té dos colleges d'educació addicional: Coleg Glan Hafren i St. David's College, encara que l'educació addicional s'ofereix a la majoria d'instituts de la ciutat.

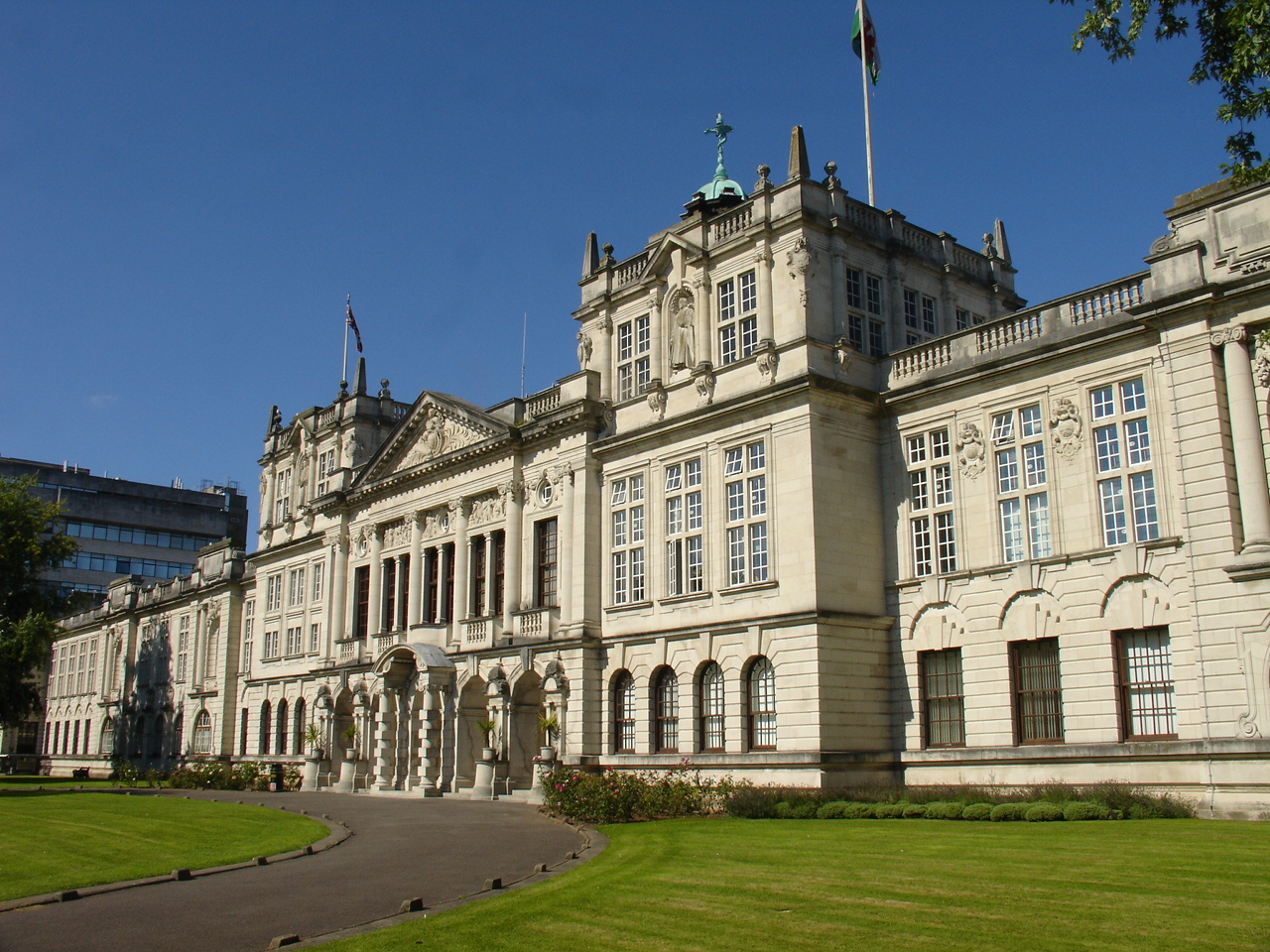
La Universitat de Cardiff.

Cardiff té divuit escoles primàries estatals, onze escoles infantils, deu escoles per a nens i vint escoles d'educació secundària. Hi ha també diverses escoles independents, incloent entre elles la Llandaff Cathedral School, Kings Monkton i Howell's School, un col·legi únicament femení (fins a sixth form). Altres centres importants són Whitchurch High School (el major de Gal·les), Fitzalan High School (que és una de les majors escoles estatals multi-culturals del Regne Unit), i Ysgol Gyfun Gymraeg Glantaf, una de les majors escoles de secundària del país.
Així ben com a institucions acadèmiques, posseeix altres organitzacions d'educació i aprenentatge tals com Techniquest, un centre de ciència amb franquícies per tot Gal·les, que és part del Wales Gene Park en col·laboració amb la Universitat de Cardiff, NHS Gal·les i la Welsh Development Agency (WDA, Agència per al Desenvolupament de Gal·les). Cardiff té també l'oficina regional més gran de l'Organització del Batxillerat Internacional.

## Esport

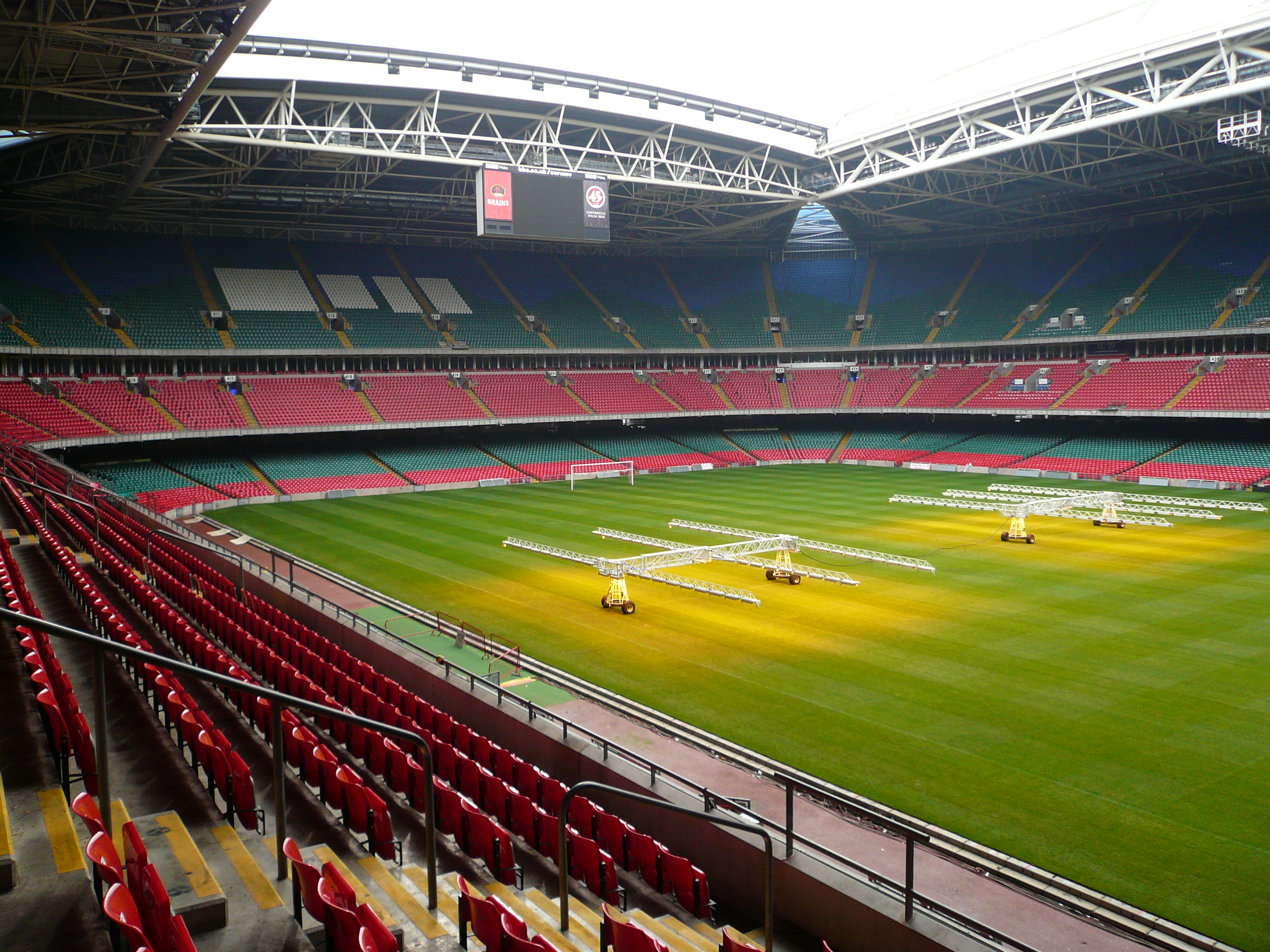
Millennium Stadium

Els esports més populars de Cardiff són el rugbi i el futbol. L'equip de rugbi més conegut de la ciutat és el Cardiff Blues, que disputava els seus partits en el Cardiff Arms Park fins a l'any 2009, amb capacitat per 12.500 espectadors. Ara juga l'equip en el Cardiff City Stadium. També hi ha un equip de la rugbi league, el Cardiff Demons, així com diversos equips amateur més.
Per la seva banda, el Cardiff City FC representa al futbol i és conegut popularment com els Bluebirds (els «Ocells blaus»). Disputen els seus partits com a local en el Cardiff City Stadium (en el Ninian Park fins al 2009) i, malgrat ser un equip gal·lès, el Cardiff City participa en la Barclays Premier League anglesa. A més, el club estrenarà estadi el 2009 a compartir amb els Cardiff Blues. La ciutat posseeix diversos equips de futbol locals, molt modestos i que juguen en el sistema gal·lès de competició de lliga.
Altres esports que desperten interès en la població són el cricket i l'hoquei sobre gel. El cricket està representat a la ciutat pel Glamorgan CCC, que juga en el SWALEC Stadium. El Cardiff Devils és l'equip d'hoquei sobre gel.

### Equipaments esportius
Els principals equipaments esportius de la ciutat són el Millennium Stadium, l'estadi de la selecció de rugbi de Gal·les al Torneig de les Sis Nacions i de la Selecció Gal·lesa de Futbol; el SWALEC Stadium, seu del Club de Cricket del Comtat de Glamorgan); el Cardiff City Stadium (seu del Cardiff City F.C.), el Cardiff International Sports Stadium (estadi del Cardiff Amateur Athletic Club) i el Cardiff Arms Park (estadi dels Cardiff Blues i de la Unió d'equips de rugby. La ciutat també és la seu del Wales Rally GB, i va ser nomenada Ciutat Europea de l'Esport el 2009, gràcies al desenvolupament d'esdeveniments esportius internacionals, i s'ha enunciat que ho tornarà a ser el 2014. El Millennium Stadium representa la construcció esportiva més important de Gal·les. És l'estadi de sostre plegable més gran del món i va ser el segon d'Europa amb tal teulat després de l'Amsterdam Arena. Quan es va construir, era l'estadi més gran del Regne Unit amb una capacitat de 74.500 espectadors, tots asseguts, però va ser superat recentment després de la modernització dels estadis Twickenham Stadium i Wembley. En el recinte també es poden gaudir de concerts musicals i proves del Campionat Mundial de Ral·li. El Millenium Stadium va acollir onze partits de futbol durant els Jocs Olímpics d'Estiu de 2012, incloent la inauguració i el partit per la medalla de bronze.

## Personatges il·lustres
- Iwan Rheon, actor.
- Ioan Gruffudd, actor.
- Charlotte Church, cantant.
- Ryan Giggs, futbolista.
- Ken Follett, escriptor.
- Kelly Jones, vocalista y guitarrista de Stereophonics.
- Shirley Bassey, cantant.
- Gareth Bale, futbolista.
- Geraint Thomas, ciclista.
- Brian David Josephson, físic, Premi Nobel de Física de l'any 1973.

## Agermanaments
- Luhansk, Ucraïna.
- Hordaland county, Noruega.
- Sucre, Bolívia.
- Nantes, França.
- Stuttgart, Alemanya.
- Xiamen, Xina.